# Wülflingen
Wülflingen (toponimo tedesco) è un distretto di 16 489 abitanti del comune svizzero di Winterthur, nel Canton Zurigo (distretto di Winterthur).

## Storia

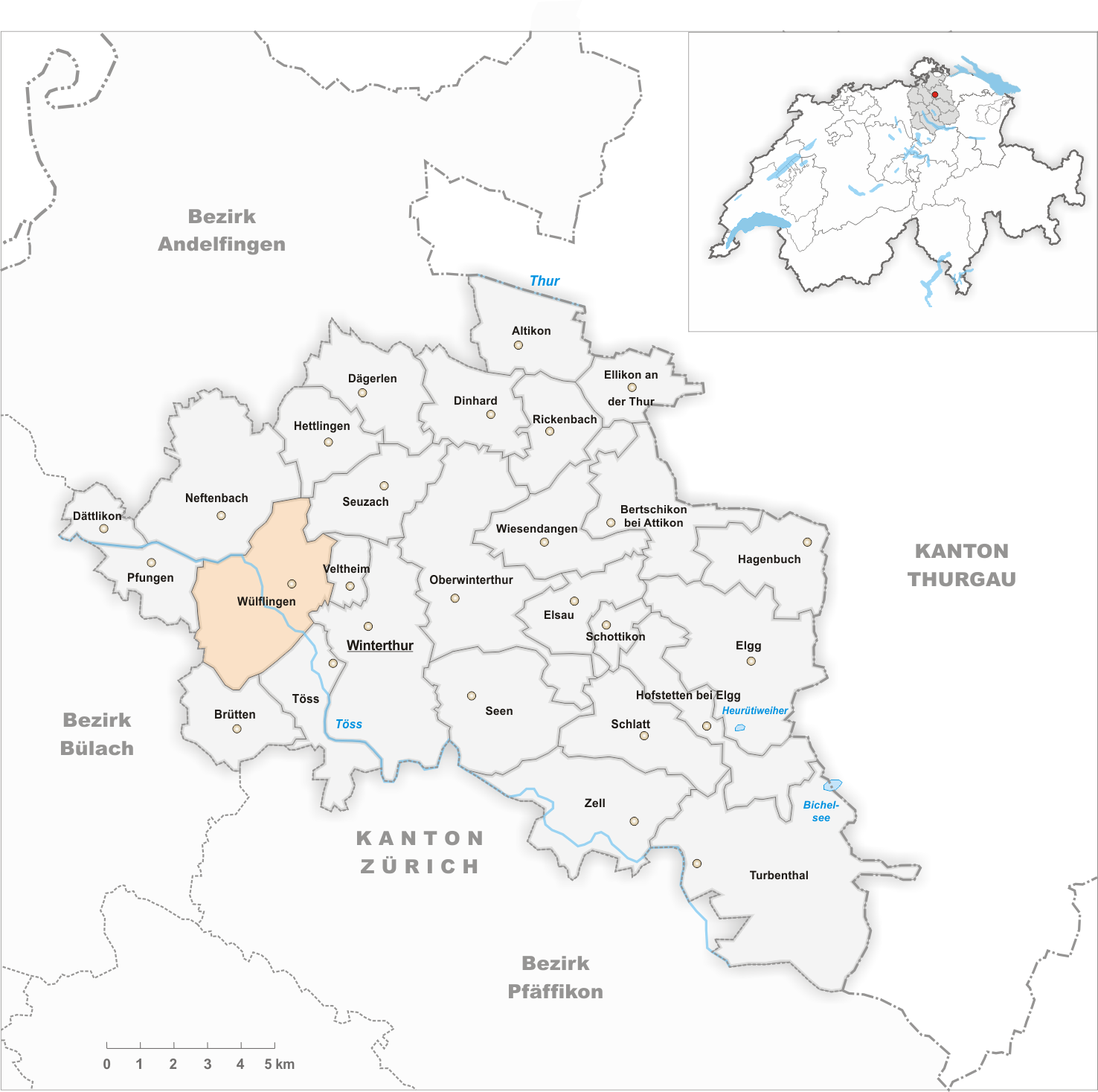
Il territorio del comune di Wülflingen prima degli accorpamenti comunali del 1922

Già comune autonomo, nel 1922 è stato accorpato al comune di Winterthur assieme agli altri comuni soppressi di Oberwinterthur, Seen, Töss e Veltheim.

## Monumenti e luoghi d'interesse

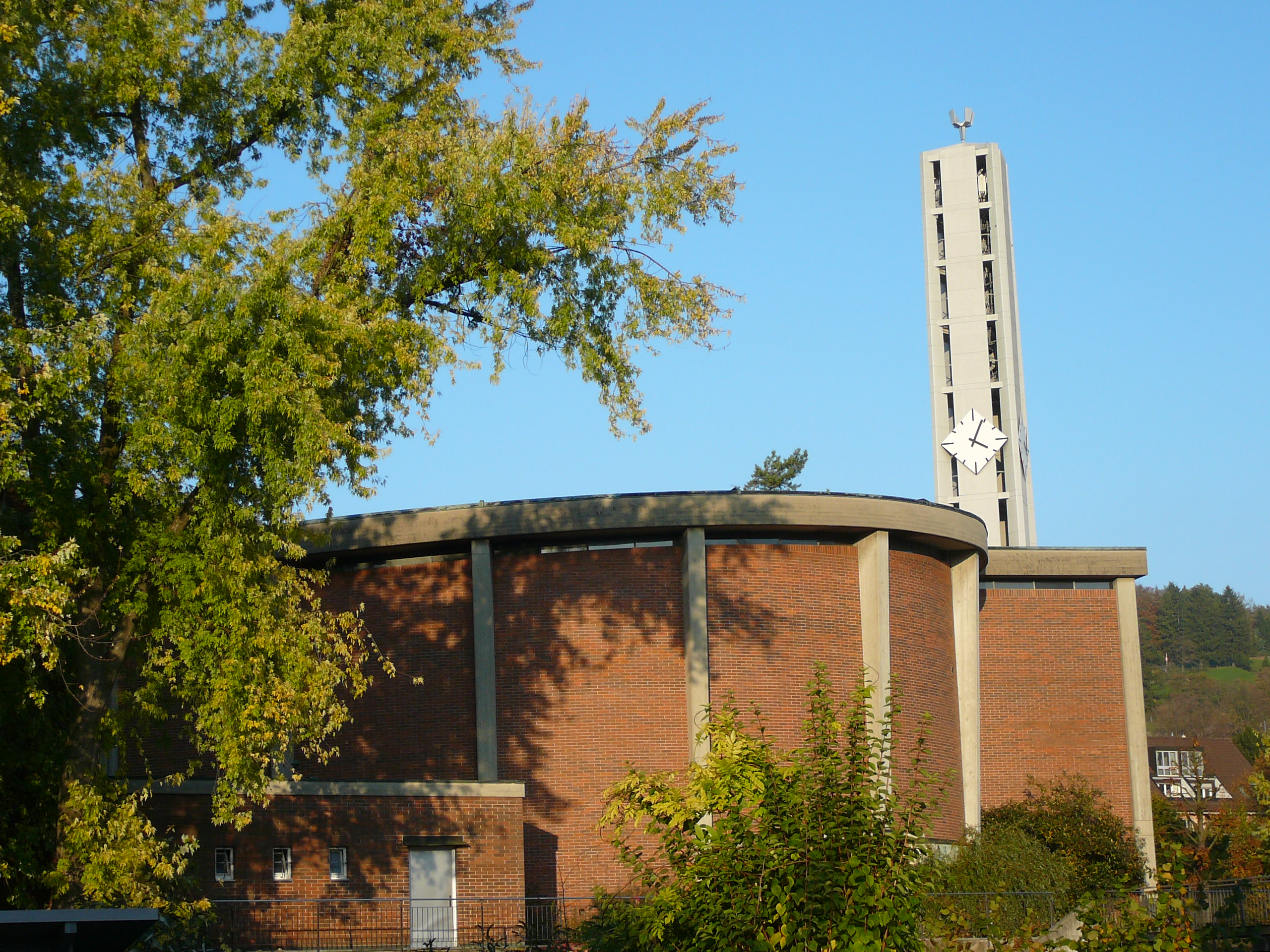
La chiesa di San Lorenzo

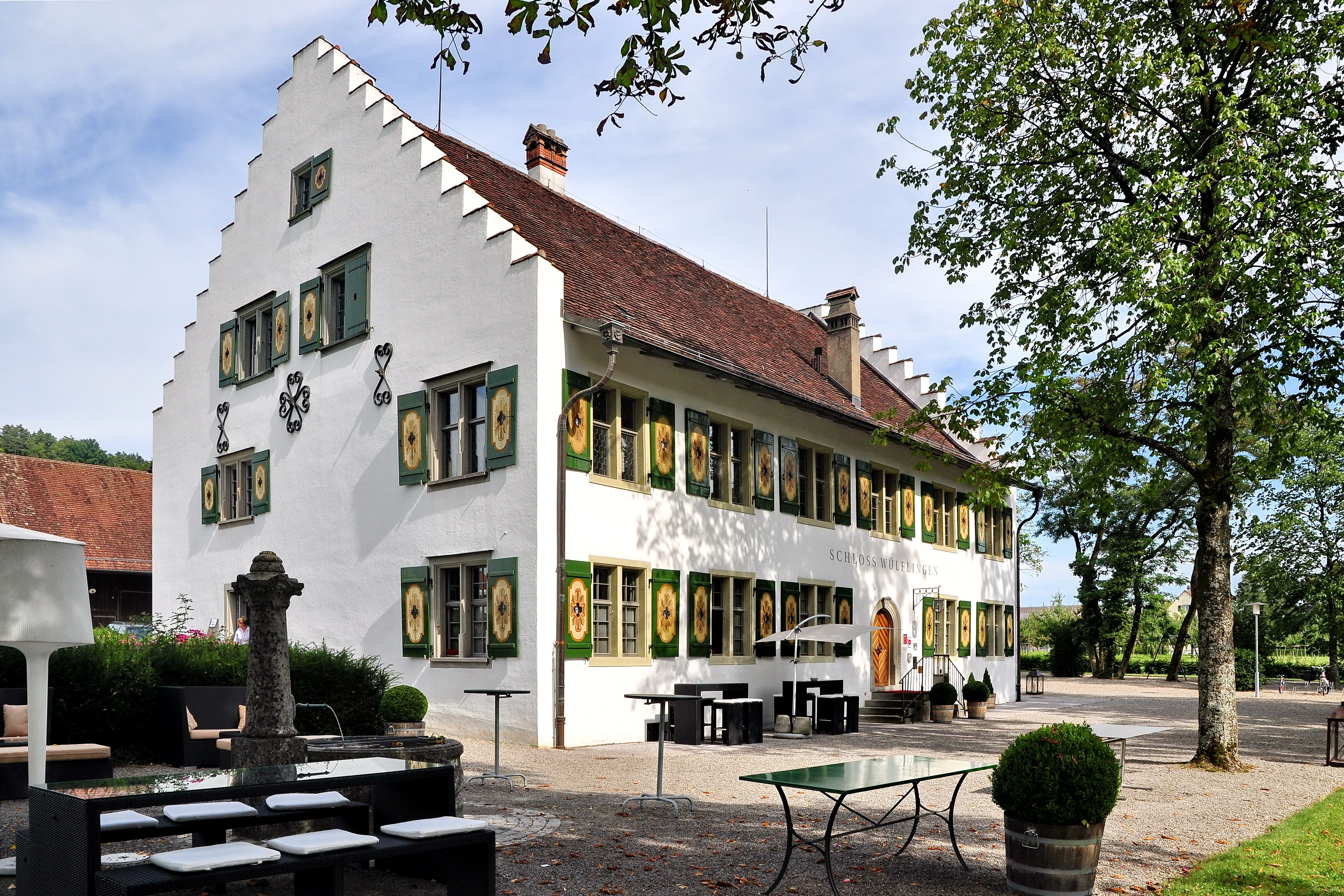
Il castello di Wülflingen

- Chiesa riformata, eretta nel VII secolo e ricostruita più volte; l'edificio attuale risale al 1681[1].
- Chiesa cattolica di San Lorenzo, eretta nel 1959[1];
- Castello di Wülflingen, eretto nel 1644-1645[1].

## Società

### Evoluzione demografica
L'evoluzione demografica è riportata nella seguente tabella:
Abitanti censiti

## Geografia antropica

### Quartieri
- Hardau
- Härti
- Lindenplatz
- Neuburg
- Niederfeld
- Oberfeld
- Taggenberg
- Weinberg

## Infrastrutture e trasporti

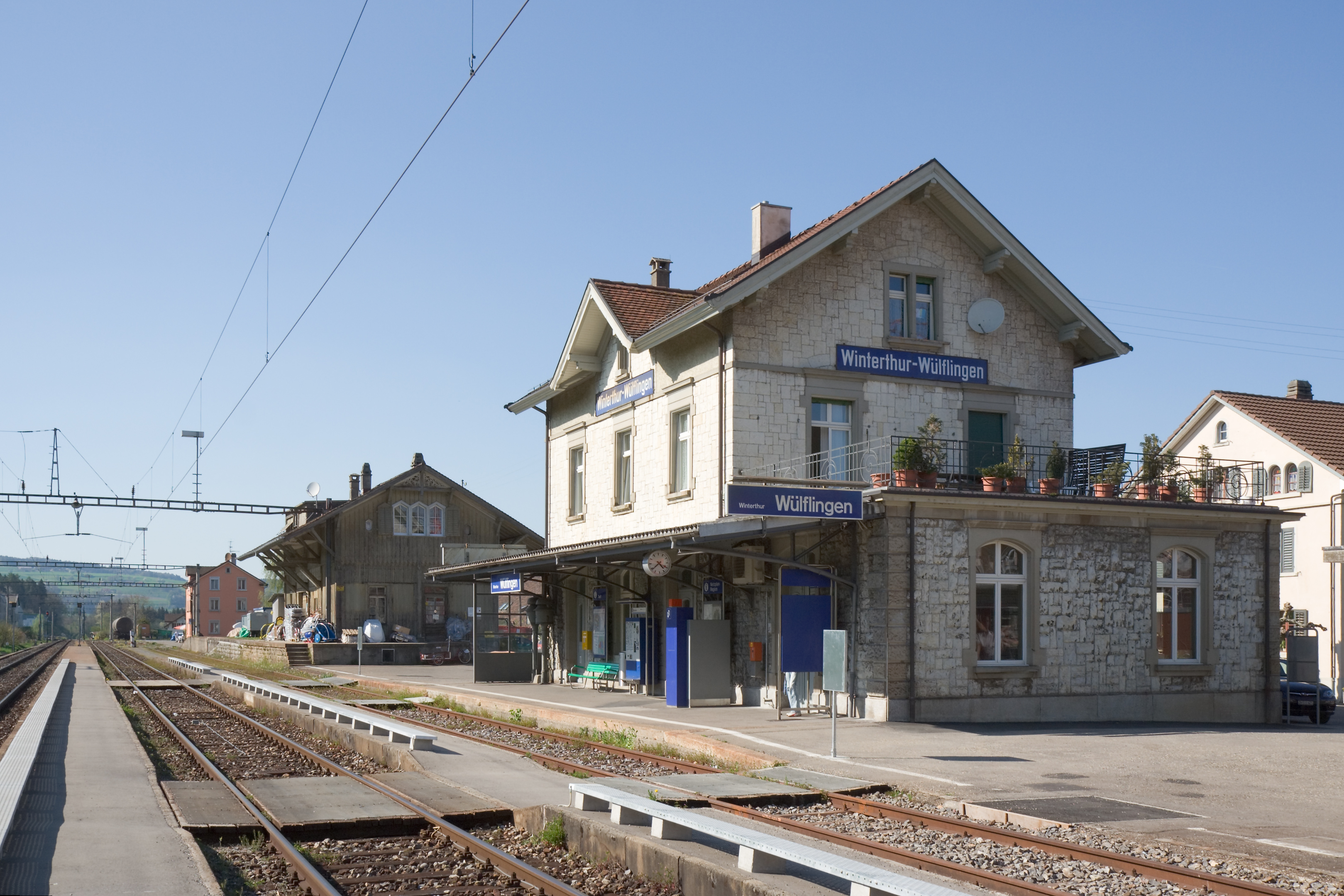
La stazione di Winterthur-Wülflingen

Wülflingen è servito dalla stazione di Winterthur-Wülflingen sulla ferrovia Ferrovia Winterthur-Coblenza.

## Amministrazione
Ogni famiglia originaria del luogo fa parte del cosiddetto comune patriziale e ha la responsabilità della manutenzione di ogni bene ricadente all'interno dei confini del comune.